# Володенков, Владимир Владимирович
Владимир Владимирович Володенков (род. 25 апреля 1972, Ленинград, СССР) — советский и российский гребец, тренер. Заслуженный мастер спорта. Офицер Федеральной пограничной службы.

## Биография
С 1991 года в сборной России. Первым тренером был В. Смирнов. Впоследствии тренировался под руководством Игоря Зотова. Окончил ГДОИФК им. П. Ф. Лесгафта.
Выступал за Россию на трёх Олимпиадах, завоевал бронзовую медаль на Летних Олимпийских играх 1996. Также взял бронзу на Чемпионате мира по академической гребле 1999 в городе Сент-Катаринс и серебряную медаль на Чемпионате Европы 2008 в городе Марафон.

## Награды
- Медаль ордена «За заслуги перед Отечеством» II степени (6 января 1997 года) — за заслуги перед государством и высокие спортивные достижения на XXVI летних Олимпийских играх 1996 года[6]